# Хигден (Арканзас)
Хи́гден (англ. Higden, Arkansas) — город, расположенный в округе Клиберн (штат Арканзас, США) с населением в 101 человек по статистическим данным переписи 2000 года.

## География
По данным Бюро переписи населения США город Хигден имеет общую площадь в 1,04 квадратных километров, водных ресурсов в черте населённого пункта не имеется.
Хигден расположен на высоте 160 метров над уровнем моря.

## Демография
По данным переписи населения 2000 года в Хигдене проживал 101 человек, 34 семьи, насчитывалось 52 домашних хозяйств и 141 жилой дом. Средняя плотность населения составляла около 84,2 человек на один квадратный километр. Расовый состав Хигдена по данным переписи распределился следующим образом: 94,06 % белых, 2,97 % — коренных американцев, 1,98 % — представителей смешанных рас, 0,99 % — других народностей. Испаноговорящие составили 4,95 % от всех жителей города.
Из 52 домашних хозяйств в 15,4 % — воспитывали детей в возрасте до 18 лет, 61,5 % представляли собой совместно проживающие супружеские пары, в 5,8 % семей женщины проживали без мужей, 32,7 % не имели семей. 30,8 % от общего числа семей на момент переписи жили самостоятельно, при этом 19,2 % составили одинокие пожилые люди в возрасте 65 лет и старше. Средний размер домашнего хозяйства составил 1,94 человек, а средний размер семьи — 2,37 человек.
Население города по возрастному диапазону по данным переписи 2000 года распределилось следующим образом: 11,9 % — жители младше 18 лет, 3,0 % — между 18 и 24 годами, 15,8 % — от 25 до 44 лет, 36,6 % — от 45 до 64 лет и 32,7 % — в возрасте 65 лет и старше. Средний возраст жителей составил 54 года. На каждые 100 женщин в Хигдене приходилось 98,0 мужчин, при этом на каждые сто женщин 18 лет и старше приходилось 93,5 мужчин также старше 18 лет.
Средний доход на одно домашнее хозяйство в городе составил 41 875 долларов США, а средний доход на одну семью — 48 750 долларов. При этом мужчины имели средний доход в 31 250 долларов США в год против 23 750 долларов среднегодового дохода у женщин. Доход на душу населения в городе составил 22 133 доллара в год. Все семьи Хигдене имели доход, превышающий уровень бедности, 19,6 % от всей численности населения находилось на момент переписи населения за чертой бедности, при этом 36,8 % из них были моложе 18 лет.